# レイモンド・エドワード・ブラウン
レイモンド・エドワード・ブラウン（Raymond Edward Brown, 1928年5月22日 - 1998年8月8日）はアメリカ合衆国のローマ・カトリックの司祭で聖書学者であった。

## 経歴
彼は、「ヨハネ共同体」の仮説に関する専門家と見なされていた。ヨハネの福音書の著者問題とイエスの誕生と死における影響力のある研究を書いた。ブラウンはニューヨークのプロテスタント・ユニオン神学校の名誉教授で、そこで29年間教えた。彼は、そこで最初の終身在職権を得たローマ・カトリックの教授であり、優れた講義で名声を得た。
ブラウンは、聖書の歴史的解釈を応用した最初のローマ・カトリックの学者だった。19世紀にプロテスタントの間で聖書批評学が発展した時に、ローマ・カトリック教会は1893年にこの研究に反対する宣告を出した。しかしながら、1943年には教会は、カトリックの学者達が聖書を歴史的に探索するためのガイドラインを発布した。ブラウンはこの回状を「聖書的進歩のマグナ・カルタ」と呼んだ。第2バチカン公会議は更に、高等批評とブラウンの方法論を弁護しているように彼は感じた。
ブラウンはカトリックの伝統主義者の間で論争を残した。ブラウンが聖書全体の無謬性を否定して、カトリック信仰の多数の伝承の歴史的正確さに疑問を投げかけたからである。

## 著書
- 『聖書についての101の質問と答え』女子パウロ会 ISBN 4789604403